# World Schools Debating
World Schools Debating ist eine Form der Debatte in englischer Sprache, die an den British Parliamentary Style angelehnt ist und die bei nationalen und internationalen Debattierwettbewerben für Schüler weite Verbreitung gefunden hat.

## Regeln
Beim World Schools Debating debattieren zwei Teams aus jeweils drei Schülern in englischer Sprache über ein vorgegebenes Thema. Ein Team, die Proposition befürwortet dabei eine These (Motion), ein anderes widerspricht dieser These.
Jeder Sprecher hält im Laufe der Debatte eine meist acht Minuten (in der Junior League 6 Minuten) lange Rede. Nach Abschluss dieser Reden wird der Inhalt der Debatte von beiden Seiten in einer vierminütigen (in der Junior League dreiminütigen) Schlussrede zusammengefasst.
Die Reihenfolge und Aufgabe der Sprecher ist:
- erster Sprecher Proposition: definiert die entscheidenden Begriffe der These und entwickelt den Standpunkt der Proposition

- erster Sprecher Opposition: widerlegt die Argumente des vorhergehenden Sprechers (evtl. auch die Definitionen) und präsentiert den Standpunkt der Opposition

- zweiter Sprecher Proposition: widerlegt die Argumente des vorhergehenden Sprechers, verteidigt und vertieft den eigenen Standpunkt

- zweiter Sprecher Opposition: widerlegt die Argumente des vorhergehenden Sprechers, verteidigt und vertieft den eigenen Standpunkt

- dritter Sprecher Proposition: widerlegt alle Argumente der Opposition und stellt den eigenen Standpunkt nochmals klar heraus und bringt ggf. ein weiteres, kleines Argument vor

- dritter Sprecher Opposition: widerlegt alle Argumente der Proposition und stellt den eigenen Standpunkt nochmals klar heraus; er kann – sofern dies in der ersten Rede der Opposition angekündigt wurde – auch ein kleines Argument vorbringen

- zusammenfassender Sprecher Opposition: fasst die Debatte aus Sicht der Opposition zusammen, wobei er den eigenen Standpunkt hervorhebt

- zusammenfassender Sprecher Proposition: fasst die Debatte aus Sicht der Proposition zusammen, wobei er den eigenen Standpunkt hervorhebt

Während der Reden (zusammenfassende Reden und erste sowie letzte Minute einer jeden Rede ausgenommen) kann die Gegenseite Zwischenfragen (Points of Information) stellen, die vom momentanen Sprecher entweder akzeptiert oder abgelehnt werden können.
Die zusammenfassenden Reden (reply speeches) werden vom ersten oder zweiten Sprecher des jeweiligen Teams gehalten. Sie dürfen keine neuen Argumente enthalten.

## Bewertung
Die Sprecher werden von einer ungeraden Anzahl (meist 3, in Finalen auch 5–9) sogenannter „Judges“ bewertet. Diese fungieren als eine Art „Preisrichter“, indem sie die Sprecher durch Punkte bewerten.
Die Bewertung erfolgt in drei Kategorien: Style (Stil: Auftreten und Formulierung), Content (Inhalt: Inhalt der Argumente) und Strategy (Strategie: vor allem Struktur und Eingliederung in das Gesamtbild der Seite). Es wird also nicht nur bewertet, was jemand sagt, sondern auch wie und in welcher Reihenfolge.
Style und Content ergeben jeweils bis zu 40 Punkte, Strategy bis 20. So ergibt sich eine Gesamtpunktzahl, die aus den addierten Style-, Content- und Strategy-Punkten besteht. Die Gesamtpunktzahl beträgt somit theoretisch 100; anzumerken ist jedoch, dass dies nur der theoretischen Punktzahl entspricht und sich real die Wertungen immer zwischen 60 und 80 Punkten bewegen. Die Maximalpunktzahl einer reply speech beträgt theoretisch 50 Punkte, real jedoch 40 Punkte, also genau die Hälfte der Höchstpunktzahl einer „normalen“ Rede.
Am Schluss einer Debatte werden die Punkte der einzelnen Sprecher eines Teams von jedem „Judge“ addiert, wodurch sich die Gesamtpunktzahl für ein Team ergibt. Die Judges vergleichen unabhängig voneinander die Punktzahlen der zwei Teams und fällen so ihr Urteil, welches Team aus ihrer Sicht die Debatte gewonnen hat. Dabei muss sich jeder Judge für ein Team entscheiden, d. h., er darf in seinem Urteil zu keinem Unentschieden kommen.
Unter Ausschluss der Öffentlichkeit treffen sich die Judges nach dem Fällen ihres persönlichen Urteils miteinander und teilen sich gegenseitig ihre Entscheidung mit. Der Abstand der Punkte der beiden Teams spielt keine Rolle, nur die Gesamturteile aller Judges (also welches der beiden Teams aus der Sicht des jeweiligen Judges die Debatte gewonnen hat) entscheiden über den tatsächlichen Sieg eines Teams. So können beim Einsatz von drei Judges in einer Debatte nur eine einstimmige (alle drei Judges für ein bestimmtes Team) oder eine geteilte Entscheidung (zwei Judges für ein Team, ein Judge für das andere Team) gefällt werden.

## Geschichte
Das World Schools Debating-Format wurde 1988 in Australien entwickelt. International fand es Verbreitung, da es relativ leicht zu erlernen ist und so auch Nicht-Muttersprachlern das Debattieren auf Englisch ermöglicht.
Seit der Gründung der Debating Society Germany im Jahr 1996 verbreitet sich das Format auch zunehmend in Deutschland. Bis jetzt gibt es immer noch am meisten aktive Schulteams im Großraum Stuttgart, wo Debating vor über 10 Jahren gestartet wurde. Mittlerweile findet „Debating“ aber auch mit immer mehr aktiven Schulteams aus anderen Bundesländern wie Sachsen, Hamburg, Bayern und Hessen bei einer breiteren Masse Verbreitung.

## Wettbewerbe
- World Schools Debating Championships (Weltmeisterschaft) – https://schoolsdebate.com/
- EurOpen Schools Debating Championship (findet jährlich in der Umgebung von Stuttgart statt) – https://www.schoolsdebate.de/
- German Schools Debating Championships (Deutsche Meisterschaft) – https://www.schoolsdebate.de/
- Senior League (Deutscher Wettbewerb für Schüler in den Klassenstufen 10–13) – https://www.schoolsdebate.de/
- Junior League (Deutscher Wettbewerb für Siebt- bis Neuntklässler) – https://www.schoolsdebate.de/
- International Highschool Debate Tournament in Ljutomer in Slowenien (gefördert vom Europäischen Parlament, seit kurzem auch im World Schools Debating ausgetragen)
- Heart Of Europe Debating Tournament in Olmütz in Tschechien